# Улица Академика Варги
Улица Академика Ва́рги — улица в Юго-Западном административном округе города Москвы на территории района Тёплый Стан. Кольцевая улица, расположенная в конце улицы Тёплый Стан. Слева примыкает выезд на МКАД и Теплостанский проезд.
Нумерация домов начинается от улицы Тёплый Стан и идёт по часовой стрелке, при этом дом № 40 находится рядом с домом № 2.

## Происхождение названия
Названа 3 июля 1974 года в честь академика Евгения Самуиловича Варги, советского экономиста, деятеля Коммунистического Интернационала.

## История
Улица возникла при застройке в 1973—1975 гг. 8-го микрорайона Тёплого Стана, который опоясывает кольцом. Часть улицы проходит вдоль Тропарёвского парка.

## Примечательные здания и сооружения
По нечётной стороне:
- № 1 — жилой дом. Здесь жил журналист и экономист Отто Лацис[3].

По чётной стороне:
- № 4а — универмаг «Дикси» и магазин электроники «Электромонтаж»
- № 8 — универмаг «Лейпциг»
- № 34 — ГБОУ «Школа № 1101»[4]
- № 36 — универмаг «Пятёрочка»

## Транспорт
По улице проходят автобусы м27, 281, 553 (до станций метро «Тёплый Стан» и «Тропарёво»), с14 (только до станции метро «Тёплый Стан»).

## Улица в произведениях литературы и искусства
В фильме Карена Шахназарова «Исчезнувшая империя» главная героиня Люда Белецкая проживает на этой улице. При этом младший брат героя (по просьбе старшего) едет из центра на 144-м автобусе. Во время действия фильма 144-й маршрут доходил из центра Москвы только до улицы Миклухо-Маклая. Дом, около которого находится остановка и стена которого показана в фильме, был построен на рубеже ХХ и XXI веков, тогда как время действия фильма — 1973 год.